# Сырт (возвышенность)
Сырт (тюрк. сырт — возвышение, возвышенность) — тип возвышенности в Заволжье и на юге Предуралья — вытянутая плоская широкая увалистая возвышенность (высотой 300—350 метров), расчленённая балками, ложбинами и покрытая степной растительностью; пологий водораздел (например, Общий Сырт).
Сырты формируются на пластовом основании земных платформ.